# Klaus Mües-Baron
Klaus Mües-Baron (* 1961) ist ein deutscher Historiker und Journalist.

## Leben und Tätigkeit
Nach einer Ausbildung studierte Mües-Baron Sozialwissenschaften in Heidelberg, Göttingen und Oldenburg. 2008 wurde er mit einer von Gerhard Kraiker und Werner Boldt betreuten Studie über den frühen Lebensweg von Heinrich Himmler zum Dr. phil promoviert.
Mües-Baron ist in der Erwachsenenbildung tätig und Redakteur bei der Wochenzeitung Die Welt im Resort „Politik“. Seit 2009 ist er Mitarbeiter im Projekt »Bildungslandschaft Uecker-Randow«.

## Schriften
- Heinrich Himmler – Aufstieg des Reichsführers SS (1900–1933), Göttingen 2011.